# Quincy Diggs
Quincy Diggs, né le 8 avril 1990, à Wichita, au Kansas, est un joueur américain de basket-ball. Il évolue aux postes d'arrière et d'ailier.

## Palmarès
- Champion d'Autriche 2016
- Coupe d'Autriche 2016
- Joueur LNB du mois de décembre 2017 en Pro A